# Lin Xin
Lin Xin (廩辛) bio je kralj drevne Kine iz dinastije Shang. Prema Bambuskim analima, njegovo je ime bilo Feng Xin (冯辛).
Njegova je prijestolnica Yin danas samo ruševina.
Prema Sima Qianu, Lin Xin je vladao 6 godina, naslijedivši svog oca Zu Jiju. Vjerojatno nije imao djece jer je njega samog naslijedio njegov brat Geng Ding, preko kojeg je bio stric kralja Wu Yija.